# Джайылма (Чуйская область)
Джайылма (кирг. Жайылма) — село в Панфиловском районе Чуйской области Кыргызстана. Входит в состав аильного округа Курама. Код СОАТЕ — 41708 219 836 02 0.

## География
Село расположено в северо-западной части области, к югу от Большого Чуйского канала, северо-западнее города Каинды, административного центра района. Абсолютная высота — 764 метра над уровнем моря.

## Население
| год     | 2009 | 2014 | 2015 |
| ------- | ---- | ---- | ---- |
| человек | 762  | 781  | 793  |

## Известные жители
- Сейталиев, Токтоналы (р. 1937) — оперный певец (лирический тенор), Народный артист СССР (1984).